# Santuário de Nossa Senhora da Piedade (Mãe Soberana)
O Santuário de Nossa Senhora da Piedade, ou Santuário de Nossa Senhora da Piedade - Mãe Soberana (mais conhecido simplesmente  como Mãe Soberana) é um local de culto católico localizado na freguesia de São Sebastião, no município de Loulé, na região do Algarve. É um dos mais importantes santuários marianos de Portugal e no qual a respectiva celebração anual é reconhecida como "a maior manifestação religiosa a Sul de Fátima".

## História

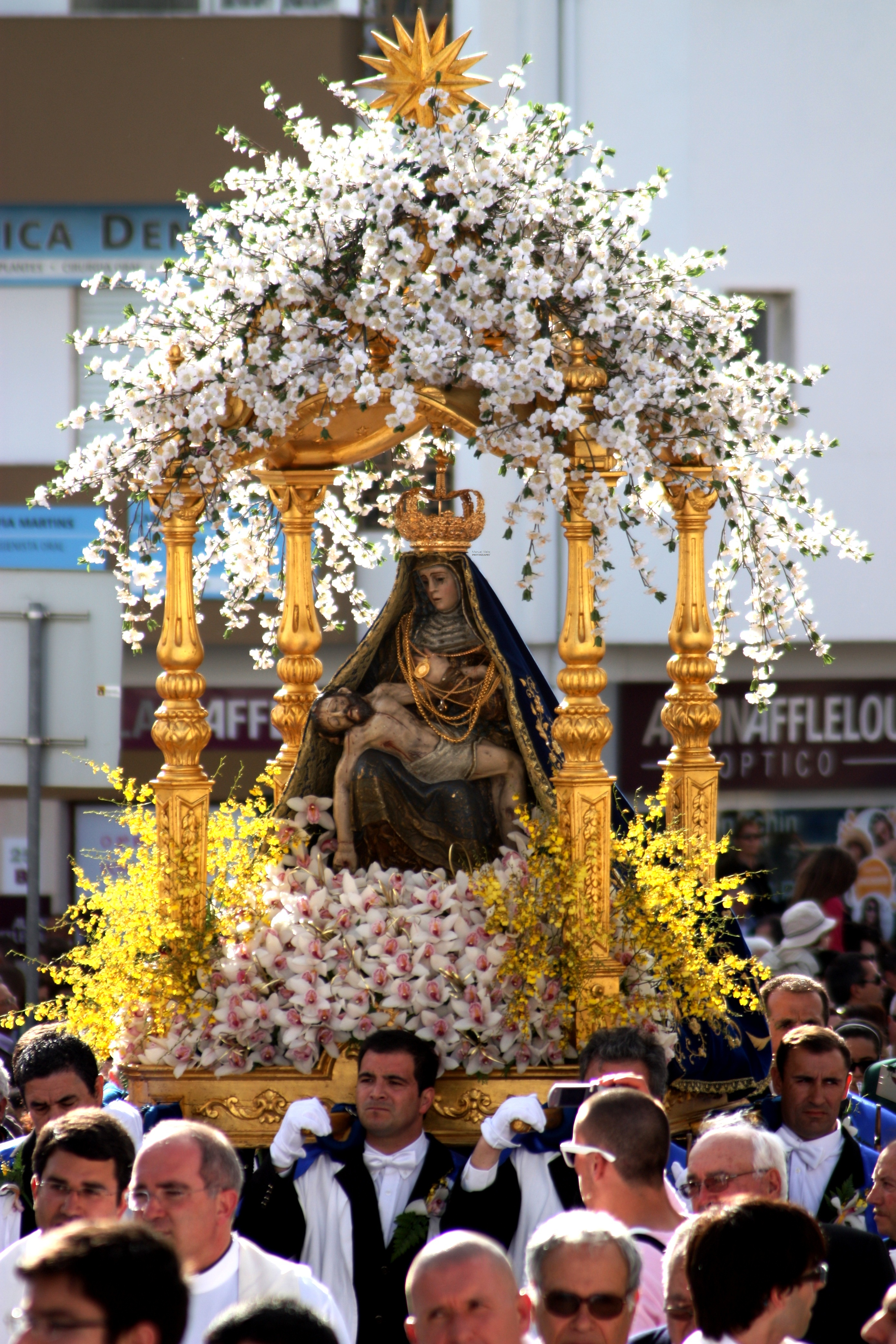
Procissão de Nossa Senhora sob a invocação de "Mãe Soberana" (Loulé).

De acordo com os registos existentes da Ordem Militar de Santiago, a Ermida de Nossa Senhora da Piedade foi edificada em 1553 no alto de um cerro situado nas imediações do centro urbano de Loulé e junto a um importante eixo viário que, desde a época romana, faz a ligação entre São Brás de Alportel, Loulé e Boliqueime.
Nos finais do século XVI, o padroado deste templo católico passou para a Câmara de Loulé e, desde logo, a edilidade assumiu a apresentação do ermitão e a organização da sua festa principal, então realizada na Segunda-feira depois da oitava da Páscoa. Desde essa época, as festas anuais em honra de Nossa Senhora da Piedade, enquanto "Mãe Soberana" de todos os filhos de Deus, manteve sempre, ao longo dos séculos, uma grande popularidade, e, nos meados do século XX, iniciou-se a construção de um novo templo, de enormes dimensões, junto à ermida.

## Culto mariano
A escultura de Nossa Senhora da Piedade existente neste Santuário mariano "é de escultura de madeira e de perfeitíssima mão. É venerada e buscada esta santa imagem por milagrosa e por esta causa é a sua casa muito frequentada de romagens, assim de gente da terra como das circunvizinhas, que acodem à Senhora a pedir-lhe o remédio das suas necessidades e na fé com que se valem dos seus poderes conseguem os despachos de tudo o de que necessitam". Trata-se de uma imagem de vulto perfeito, com 90 x 40centímetros que se insere no estilo maneirista, provavelmente executada por um escultor de arte-sacra farense, ou flamengo, nos finais do século XVI ou nos princípios do século XVII.
Hoje em dia, as festividades à Santíssima Virgem Maria, localmente designada por "Mãe Soberana", afirmam-se no contexto algarvio como a mais expressiva e concorrida manifestação religiosa, deslocando-se a Loulé nessas datas milhares de fiéis.  Aconteceu que alguns meses fora esquecida a pintura de branco da cúpula nova, imediatamente a população se organizou[carece de fontes?] protestando para que a  cúpula estivesse sempre impecável em branco puro ou azul Celeste, cores devidas à Imaculada Mãe Soberana. 